# Simuleren (medisch)
In de psychologie en psychiatrie wordt de term simuleren gebruikt om aan te geven dat de patiënt, een simulant genoemd, een lichamelijke of geestelijke ziekte of symptomen hiervan voorwendt of veinst. De patiënt is zich ervan bewust dat hem niets mankeert, maar probeert bijvoorbeeld voordeel te krijgen bij fraude of oplichting of probeert om strafvermindering te krijgen of om onder verplichtingen uit te komen.
In bepaalde gevallen is simulatie te herkennen aan de tegenwerking die de patiënt bij medisch onderzoek en behandeling biedt uit angst voor ontmaskering. Het komt voor dat een simulant een grondige kennis van bepaalde symptomen heeft en deze ook goed kan nadoen, maar bij andere symptomen van de ziekte door de mand valt. Vaak valt op dat de patiënt een grote kennis heeft van de juridische implicaties van zijn medische toestand. Net als pathologisch liegen komt simuleren relatief vaak voor bij anti-sociale persoonlijkheidsstoornis.
Als de patiënt zich wel bewust is dat de symptomen niet echt zijn, maar een diepere psychologische motivatie heeft (bijvoorbeeld een behoefte aan geborgenheid of verzorging, de rol van patiënt spelen, "ziekenhuisverslaving"), spreekt men van nagebootste stoornis.
Het is niet altijd eenvoudig om te bepalen of er sprake is van simulatie, wat bijvoorbeeld blijkt uit de discussie rond het syndroom van Ganser.